# Gare de Montréjeau – Gourdan-Polignan
Gare de Montréjeau - Gourdan-Polignan – stacja kolejowa w Gourdan-Polignan, w departamencie Górna Garonna, w regionie Oksytania, we Francji.
Została otwarta w 1862 przez Compagnie des chemins de fer du Midi et du Canal latéral à la Garonne. Jest stacją Société nationale des chemins de fer français (SNCF), obsługiwaną przez pociągi Intercités i TER Midi-Pyrénées.